# Aldo Zunino
Aldo Zunino (* 1963) ist ein italienischer Jazzmusiker (Kontrabass).
Zunino begann mit 17 Jahren Bass zu spielen; zuvor hatte er sechs Jahre Piano und Gitarrenspiel gelernt. Er arbeitete ab Mitte der 1980er-Jahre in der italienischen Jazzszene; außerdem trat er in Frankreich, Deutschland, England, Spanien, der Schweiz, Kroatien und Slowenien auf. Erste Aufnahmen entstanden 1988, als er in Genua mit der Genova Jazz Band den Sänger George Masso begleitete. In den folgenden Jahren spielte er u. a. in den Jazzbands von Massimo Urbani, Massimo Faraò, Keiko McNamara, Flavio Boltro, Claudio Capurro, Tony Scott, sowie mit den in Italien gastierenden Musikern Jimmy Cobb (Tribute to Wynton Kelly and Paul Chambers, 1997), Bob Wilber/Kenny Davern und Clark Terry. Ab den 2000er-Jahren arbeitete er weiterhin mit Paolo Birro, Benny Bailey, Riccardo Zegna, Irio De Paula, Benny Golson, Lee Konitz & Bansigu Big Band, Gianluca Tagliazucchi, Francesco Cafiso, Duccio Castelli, Pietro Tonolo, Joey DeFrancesco, Scott Hamilton, Andrea Pozza und im Torino Jazz Orchestra (Ow! In Honour of Gianni Basso, 2009). Im folgenden Jahrzehnt gehörte er dem Trio von Massimo Farao an; ferner spielte er  mit Fulvio Albano.  Im Bereich des Jazz war er zwischen 1967 und 2016 an  Aufnahmesessions beteiligt.